# Östra Husby kyrka
Östra Husby kyrka är en kyrkobyggnad i Östra Husby församling i Linköpings stift och Norrköpings kommun.
Kyrkans gatuadress är Bossgårdsvägen 7C, 610 24 Vikbolandet.

## Gamla kyrkan
Första stenkyrkan byggdes sannolikt på 1100-talet och bestod av ett rektangulärt långhus med ett smalare kor åt öster. Ett torn byggdes till i västra änden samtidigt med övriga kyrkbygget eller möjligen kort därefter.

## Nuvarande kyrkan
Den. nuvarande kyrkan uppfördes 1806-1809 norr om den gamla kyrkan, där den tidigare klockstapeln hade stått. Många dagsverken vid bygget fullgjordes av församlingsborna själva, eftersom kyrkan var stor och man ville hålla kostnaderna nere.

## Inventarier
Från den gamla kyrkan finns bevarat ett triumfkrucifix från första hälften av 1300-talet.
Nattvardskalken har en fot som härstammar från 1400-talet. Dess cuppa är inte ursprunglig utan nytillverkades 1787.
Altartavlan föreställer "Kristi Himmelsfärd" och är utförd av konstnären Pehr Hörberg (1746-1816). Altartavlan finns på väggen i ett valv ovanför altaret och tillkom i slutet av 1700-talet.

### Orglar

#### Huvudorglar
- 1741 byggde Gustaf Lagergren, Östra Husby en orgel som byggdes till 1744 och då fick åtta stämmor. Den reparerades 1767 av Salling. Orgeln hade bihängd pedal och tre bälgar.[1]

| Manual            | Pedal   |
| Gedackt 8’        | Bihängd |
| Principal 4'      |         |
| Fleut 4'          |         |
| Oktava 2’         |         |
| Spetsfleut 2’     |         |
| Mixtur II         |         |
| Trumpet 4'        |         |
| Trumpet 2' (disc) |         |

- 1826 byggde Gustaf Andersson (orgelbyggare), Stockholm, en mekanisk orgel. Den byggdes 1935 om av Alfred Fehrling, Stockholm, till pneumatiskt system. Den renoverades 1971 av Jacoby Orgelverkstad, Stockholm varvid den åter blev mekanisk.

| Huvudverk I     | Öververk II       | Pedal      | Koppel |
| Borduna 16’ B/D | Fleuttravers 8’   | Subbas 16’ | I/P    |
| Princial 8’     | Gedackt 8’        | Violon 16’ | II/P   |
| Dubbelfleut 8’  | Quintadena 8’ B/D | Octava 8'  | II/I   |
| Flachfleut 8’   | Principal 4’      | Basun 16'  |        |
| Gamba 8'        | Fleut 4'          |            |        |
| Octava 4’       | Waldfleut 2'      |            |        |
| Spetsfleut 4'   | Vox humana 8'     |            |        |
| Qvinta 3'       |                   |            |        |
| Octava 2'       |                   |            |        |
| Scharf 3 ch     |                   |            |        |
| Trumpet 16' D   |                   |            |        |
| Trumpet 8' B/D  |                   |            |        |

#### Kororgel
Kororgeln är byggd 1970 av Jacoby Orgelverkstad, Stockholm, och är mekanisk. Alla manualens stämmor är delade.
| Manual         | Pedal      | Koppel   |
| Gedackt 8’     | Subbas 16’ | Man/Ped. |
| Principal 4’   |            |          |
| Koppelflöjt 4’ |            |          |
| Sivflöjt 2’    |            |          |
| Mixtur 3 ch    |            |          |